# Skoleskyderiet i Kazan
Den 11. maj 2021 fandt et masseskoleskyderi sted i Kazan, Tatarstan, i det vestlige Rusland, og en bombe blev detoneret. Ni mennesker blev dræbt, og 23 andre blev såret. Den 19-årige skytte, Ilnaz Galyaviev, blev identificeret som en tidligere studerende.